# Jan Kleczyński (pisarz)
Jan Kleczyński, pseudonimy i kryptonimy J. Kl., Jan K., Jan Kl., Zadora (ur. 24 czerwca 1875 w Warszawie, zm. we wrześniu 1939 tamże) – polski pisarz, krytyk sztuki. Kontynuując tradycje rodzinne zajmował się także szachami, a nawet reprezentował Polskę na nieoficjalnej olimpiadzie w Paryżu w 1924 roku.

## Życiorys
Był synem Jana (1837-1895), pianisty i kompozytora, badacza muzyki Chopina, redaktora i krytyka muzycznego, oraz Kazimiery z Dowgiałłów, śpiewaczki amatorki. Ukończył gimnazjum w Warszawie, potem był uczniem szkoły rysunku Wojciecha Gersona. Studia wyższe rozpoczął w 1897 w Krakowie, gdzie stryj Józef był profesorem statystyki, a przez pewien czas również rektorem Uniwersytetu Jagiellońskiego.
W okresie studiów Kleczyński nawiązał bliskie kontakty z miejscowym środowiskiem artystycznym. Poznał m.in. Stanisława Przybyszewskiego i w prowadzonym przez niego "Życiu" ogłosił debiutanckie nowele (Widziadło, Zosia, Słońce). Z Przybyszewskim połączyła go przyjaźń; starszy o kilka lat Przybyszewski wysoko cenił talent Kleczyńskiego, a także powierzał mu delikatne misje osobiste – wyjazdy w poszukiwaniu Dagny Przybyszewskiej. W późniejszych latach Przybyszewski uznał przyjaciela w swoich literackich wspomnieniach Moi współcześni za niewykorzystany talent.
W 1904 Kleczyński powrócił do Warszawy. W styczniu tegoż roku zawarł związek małżeński z Anielą Zawadzką, aktorką dramatyczną; młodsza siostra żony, malarka Anna Maria, w 1913 została drugą żoną Stefana Żeromskiego. Przez pewien czas obie pary małżeńskie mieszkały w jednym domu, a Kleczyński i Żeromski przyjaźnili się. Kleczyński miał też wielu innych przyjaciół wśród artystów; byli to m.in. Stefania i Karolina Beylinówny, Franciszek Fiszer, Kazimierz Błeszyński, Maria Grossek-Korycka, Jan Adam Maklakiewicz. Od 1896 Kleczyński był publicystą kulturalnym szeregu czasopism; swoje recenzje z literatury, teatru, malarstwa, rzeźby, muzyki ogłaszał m.in. w "Ateneum", "Gazecie Narodowej", "Głosie", "Gońcu Porannym i Wieczornym", "Krytyce", "Kurierze Codziennym", "Nowej Gazecie", "Sztuce Polskiej", "Tygodniku Ilustrowanym", "Życiu Polskim". W "Tygodniku Ilustrowanym" wchodził w skład redakcji i prowadził dział krytyki muzycznej, idąc w ślady ojca, który również współpracował przez wiele lat z "Tygodnikiem". Kleczyński uczestniczył też w działaniach na rzecz powołania zawodowej organizacji literatów i dziennikarzy.
Część publikacji ukazała się w formie książkowej, m.in. zbiór studiów Rzeźba współczesna (1909), poświęconych takim twórcom, jak Gustav Vigeland, Auguste Rodin, Bolesław Biegas, Xawery Dunikowski. Kleczyński wydał również zbiór nowel Ziemia snu (Marzanna) (1911), który zadedykował Stanisławowi Przybyszewskiemu; w zbiorze tym ukazało się kilka nowel ogłoszonych już wcześniej w "Życiu", ale także nowsze utwory, w tym Drzewo. Ta ostatnia nowela miała odrębną dedykację dla Xawerego Dunikowskiego, którego autor wysoko cenił i był jednym z pierwszych propagatorów jego talentu. W sprawie oceny dorobku Dunikowskiego Kleczyński, znany rzecznik niezależności krytyki, popadł zresztą w konflikt z redakcją "Kuriera Porannego", który już w okresie po I wojnie światowej zakończył jego współpracę z tym pismem. Z drugiej strony Dunikowski był twórcą popiersia Jana Kleczyńskiego, które trafiło potem do zbiorów Muzeum Rzeźby w Warszawie.
W okresie bezpośrednio po I wojnie światowej Kleczyński zajmował się publicystyką, był m.in. korespondentem w czasie plebiscytu na Górnym Śląsku, potem w Zagłębiu Ruhry, Kolonii, Essen, Bonn. Wkrótce powrócił do działalności w charakterze recenzenta kulturalnego, przez pewien czas w "Kurierze Porannym" (do wspomnianego zatargu o osobę Dunikowskiego), potem w innym pismach, szczególnie w "Kurierze Warszawskim". Współpracował także z "Sztukami Pięknymi" oraz "Sztuką i Pracą". Z dużym entuzjazmem odnosił się do twórczości Stanisława Noakowskiego, Stanisława Ostoi-Chrostowskiego, Henryka Grunwalda. Pisywał także recenzje wystaw sztuki użytkowej, wstępy do albumów, opisy katalogów wystawowych. Przybliżał czytelnikom sylwetki pisarzy: polskich, w tym Adolfa Nowaczyńskiego, Tadeusza Rittnera, Jerzego Żuławskiego, Stanisława Wyspiańskiego, oraz zagranicznych, m.in. Augusta Strindberga czy Maksyma Gorkiego. Prezentował także sylwetki artystów, Teodora Axentowicza, Konstantego Laszczki, Stanisława Witkiewicza, Leona Wyczółkowskiego, Jana Matejki, Michała Borucińskiego i wielu innych.
Nie udało się Kleczyńskiemu przeprowadzić szczegółowych badań nad sztuką włoską, chociaż dzięki uzyskanemu stypendium wyjechał do Włoch, zwiedził liczne galerie i zgromadził dużo materiałów; bardziej ambitnym planom badawczym przeszkodziła choroba. Ogłosił kilka szerszych opracowań, m.in. studium Jak powstaje nowela ("Sztuka i Praca", 1928-1929), w którym przedstawił proces twórczy, wykorzystując własny utwór Zosia. W 1931 opublikował obszerne dzieło Idea i forma. Rzecz o dążeniach sztuki polskiej. W latach 30. XX wieku jeszcze raz dała o sobie znać nieprzejednana postawa Kleczyńskiego pod względem prawa krytyka do absolutnej niezależności; nie chcąc poddać się naciskom w sprawie oceny dwóch rywalizujących rzeźbiarzy, Wacława Szymanowskiego i Edwarda Wittiga (wyżej cenił tego ostatniego), zrezygnował z pracy w redakcji "Kuriera Warszawskiego". Przeszedł wówczas, za sprawą Stanisława Strumpha-Wojtkiewicza, do "Polski Zbrojnej", gdzie od 1938 publikował recenzje artystyczne i szersze artykuły w dodatku niedzielnym.
Kleczyński był regularnym widzem premier teatralnych, interesował się kinem (ogłosił w "Polsce Zbrojnej" artykuł Kino – kolor – przyszłość, 1938), także sportem. W chwili wybuchu II wojny światowej przebywał w Warszawie i pod koniec września 1939, w czasie bombardowania miasta, doznał ataku serca. Schorowany, zmuszony do kilkakrotnych przeprowadzek, kilka dni później zmarł na zapalenie płuc (dokładna data nie jest znana). Pochowany został początkowo na skwerze Placu Trzech Krzyży, w drugiej połowie października 1939 zwłoki przeniesiono do grobu rodzinnego na Powązkach.

## Jan Kleczyński jako szachista
Zainteresowania sportowe Jana Kleczyńskiego sprowadzały się przede wszystkim do szachów. Szachowe zamiłowanie odziedziczył po ojcu, czołowym graczu Warszawy II połowy XIX wieku i rywalu słynnego Szymona Winawera; szachistą był również stryj Józef. Początki szachowej kariery młodszego z Janów Kleczyńskich sięgały roku 1892, kiedy to wziął on udział w konkursie "Kuriera Warszawskiego" dla rozwiązujących zadania. Cztery lata później pojawił się w gronie uczestników trzeciego turnieju o mistrzostwo Warszawy; warto dodać, że w obu poprzednich edycjach, chociaż dzieliło je kilkanaście lat, w czołowej trójce kończył rywalizację Kleczyński senior. Syn nie powtórzył sukcesów nieżyjącego już wówczas ojca, zajmując jedno z ostatnich miejsc. Nieco lepiej wypadł w kolejnych mistrzostwach w 1897, sklasyfikowany wprawdzie w gronie 22 szachistów na miejscu odległym (XIV), ale notując wygrane partie z kilkoma renomowanymi rywalami, w tym Janem Kopczyńskim. Progres Kleczyńskiego, na który wpływ mogło mieć stopniowe zapoznawanie się z odziedziczonym po ojcu archiwum szachowym, dostrzegł nawet sprawozdawca "Kuriera Warszawskiego".
Kleczyński nie zaniedbał szachów w okresie studiów krakowskich, uczestnicząc w turniejach Krakowskiego Klubu Szachistów i rywalizując m.in. z Tadeuszem Bujakiem i Hieronimem Czarnowskim. W 1901 gościnnie wziął udział w mistrzostwach Warszawskiego Towarzystwa Zwolenników Gry Szachowej, zajmując wśród dziesięciu graczy IV miejsce. W bezpośrednim pojedynku pokonał triumfatora imprezy Aleksandra Flamberga, a z pozostałymi szachistami, którzy go wyprzedzili – Julianem Kordowskim (pseud. Omega) i Izaakiem Rozenthalem – rozegrał jeszcze mecze towarzyskie, podobnie jak z przebywającym w Warszawie graczem niemieckim Theodorem von Scheve (przegrał wyraźnie: pięć porażek, jedna wygrana, bez remisów).
Po powrocie do Warszawy na stałe Kleczyński, obok przejęcia po ojcu prowadzenia kącików szachowych w kilku pismach (najdłużej w "Kurierze Warszawskim"), włączył się też aktywnie do życia turniejowego. W 1907 w "turnieju czterech" Warszawskiego Towarzystwa Zwolenników Gry Szachowej zajął ostatnie miejsce, za Flambergiem, Salomonem Langlebenem i Lucjanem Einbildem. Rok później, w imprezie o dwukrotnie liczniejszej obsadzie, wypadł dużo lepiej, przegrywając rywalizację jedynie z gościnnie startującym Fiodorem Duz-Chotimirskim z Kijowa. W kolejnych latach startował w turniejach warszawskiego klubu ze zmiennym szczęściem, w 1910 dzieląc V-VI miejsce, w 1911 zajmując miejsce VI, w 1916 kończąc turniej na III miejscu z pierwszym w karierze zwycięstwem nad Akibą Rubinsteinem, ale już w 1917 zajmując miejsce ostatnie (VI), z dorobkiem zaledwie jednego punktu.
Przed I wojną światową Kleczyński chętnie grywał też w lokalach szachowych – głównie kawiarniach "Udziałowa" i "Cafe Capris", gdzie jego partnerami byli Akiba Rubinstein, Mojżesz Łowcki, Dawid Przepiórka, Jan Kopczyński, Artur Popławski, Zdzisław Belsitzman. Po wojnie uczestniczył w pracach nad reaktywowaniem Warszawskiego Towarzystwa Zwolenników Gry Szachowej i był wśród organizatorów pierwszych mistrzostw klubu w niepodległej Polsce (1919), na których zajął przedostatnie VII miejsce, ale po raz kolejny pokonał Rubinsteina, dwukrotnie też wygrał z Łowckim. W 1922 w lokalu warszawskiego klubu miał okazję reprezentować Warszawę w spotkaniu drużynowym z Łodzią, ale swój mecz z Samuelem Rosenblatem przegrał; mimo to mecz zakończył się zwycięstwem Warszawy 11,5:10,5.
W 1924 wywalczył awans do reprezentacji Polski na pierwszą, nieoficjalną olimpiadę szachową w Paryżu. W eliminacyjnym turnieju warszawskim Kleczyński znalazł się w pierwszej trójce razem z Karolem Piltzem i Stanisławem Kohnem, a zdystansował takich rywali, jak Leon Szwarcman, Kazimierz Makarczyk, Paulin Frydman, Józef Cukierman. W reprezentacji olimpijskiej znalazł się ponadto zwycięzca eliminacji z Łodzi Dawid Daniuszewski; Polska zajęła miejsce VII-VIII razem z ekipą francuską, a turniej zapisał się w historii szachów nie tylko rywalizacją sportową, ale i powołaniem światowej federacji FIDE. Pierwszym prezydentem FIDE został Holender Alexander Rueb, który był jednym z przeciwników Kleczyńskiego w Paryżu. Olimpijski turniej rozegrano z podziałem na grupy, których zwycięzcy uzyskiwali awans do rundy finałowej, przegrani rywalizowali zaś o nagrodę pocieszenia. Poza Ruebem Kleczyński rywalizował w swojej grupie z Rumunem Davidescu, Victorem Kahnem (rezydującym we Francji i reprezentującym Rosję, ale bez poparcia radzieckiego), Anatolem Tschepurnoffem z Finlandii (który z tej grupy uzyskał awans); piątego zawodnika w grupie łączyły z Kleczyńskim związki nie tylko szachowe, ale i artystyczne, był to bowiem malarz francuski (potem amerykański) Marcel Duchamp. Ostatecznie Kleczyński dołożył do dorobku polskiej ekipy 6 punktów, podobnie jak pozostali olimpijczycy z turnieju warszawskiego (Daniuszewski uzyskał 7,5 punktu).
Dwukrotnie Kleczyński uczestniczył w indywidualnych mistrzostwach kraju. W 1926 uplasował się na XIII miejscu, nie notując wygranej z nikim z czołowej ósemki, natomiast w 1927 w Łodzi podzielił ostatnie (XIV-XV) miejsce, ale udało mu się pokonać zwycięzcę imprezy Akibę Rubinsteina. Kleczyński miał wśród polskich szachistów jeden z najlepszych bilansów w meczach z Rubinsteinem, wygrywając z tym graczem trzykrotnie i przegrywając siedem razy. W żadnej z oficjalnych potyczek rywale nie zgodzili się na remis.
Ostatnie znaczące rezultaty turniejowe Kleczyński uzyskiwał w latach 20., kiedy był m.in. wicemistrzem Warszawskiego Towarzystwa Zwolenników Gry Szachowej (1925). W kolejnych latach, wobec coraz słabszych wyników w mistrzostwach klubu i stolicy, stopniowo wycofywał się z rywalizacji w turniejach. Chętnie grywał nadal partie towarzyskie, słynąc w środowisku szachowym jako dowcipny i życzliwy "Waluń". Działał w Warszawskim Klubie Szachowym (był członkiem zarządu) i Polskim Związku Szachowym, gdzie zasiadał w Sądzie Honorowym. Niemal do końca życia prowadził też kącik szachowy "Kuriera Warszawskiego", w którym żegnał wspomnieniami zmarłych szachistów.

## Aniela z Zawadzkich Kleczyńska
Małżeństwo Kleczyńskiego pozostało bezdzietne. Żona, aktorka Aniela Rogala-Zawadzka (na scenie występowała jako Zawadzka, ur. 9 września 1877 w Siedlcach, zm. 9 października 1948 w Warszawie), była córką Antoniego (adwokata) i Marii z Wrotnowskich. Uczęszczała do Klasy Dykcji i Deklamacji Warszawskiego Towarzystwa Muzycznego. W latach 1893–1896 występowała w teatrach krakowskich, w 1896 grała w przedstawieniach Warszawskich Teatrów Rządowych, w kolejnych latach była związana z zespołami z Łodzi, Piotrkowa, Poznania, Lublina, Sosnowca. Z ekipą Józefa Popławskiego i Gabrieli Morskiej odbyła w sezonie 1898/1899 podróż po Rosji (m.in. Ryga, Petersburg, Moskwa, Charków). W 1901 ponownie występowała w Warszawskich Teatrach Rządowych, a w latach 1902-1903 w Teatrze Miejskim w Krakowie. Po ślubie z Janem Kleczyńskim pojawiała się na scenie jedynie sporadycznie. W repertuarze miała przede wszystkim role amantek (Marta w Miodzie kasztelańskim i Leosia Puciatówna w Panie Kochanku Józefa Ignacego Kraszewskiego, Matylda w Małżeństwie Apfel Kazimierza Zalewskiego, Dorotka w Dziewczyna sędzią Franciszka Zabłockiego i inne role).